# Cerithiopsis tuberculoides
Cerithiopsis tuberculoides is een slakkensoort uit de familie van de Cerithiopsidae. De wetenschappelijke naam van de soort is voor het eerst geldig gepubliceerd in 1857 door Carpenter.